# Йосипович, Ренато
Рена́то Йоси́пович (хорв. Renato Josipović; род. 12 июня 2001, Шибеник, Хорватия) — хорватский футболист, вратарь клуба «Широки-Бриег».

## Карьера
Начинал карьеру в хорватских командах «Шибеник» и «Динамо Загреб». Попал во вторую команду последних в 2019 году. Параллельно успел выступить в ХНЛ за основную команду клуба. Дебют состоялся летом 2020 года в матче с ФК «Вараждин».
В июле 2021 года отправился в аренду в словенский клуб высшего дивизиона «Браво».